# Malesherbia haemantha

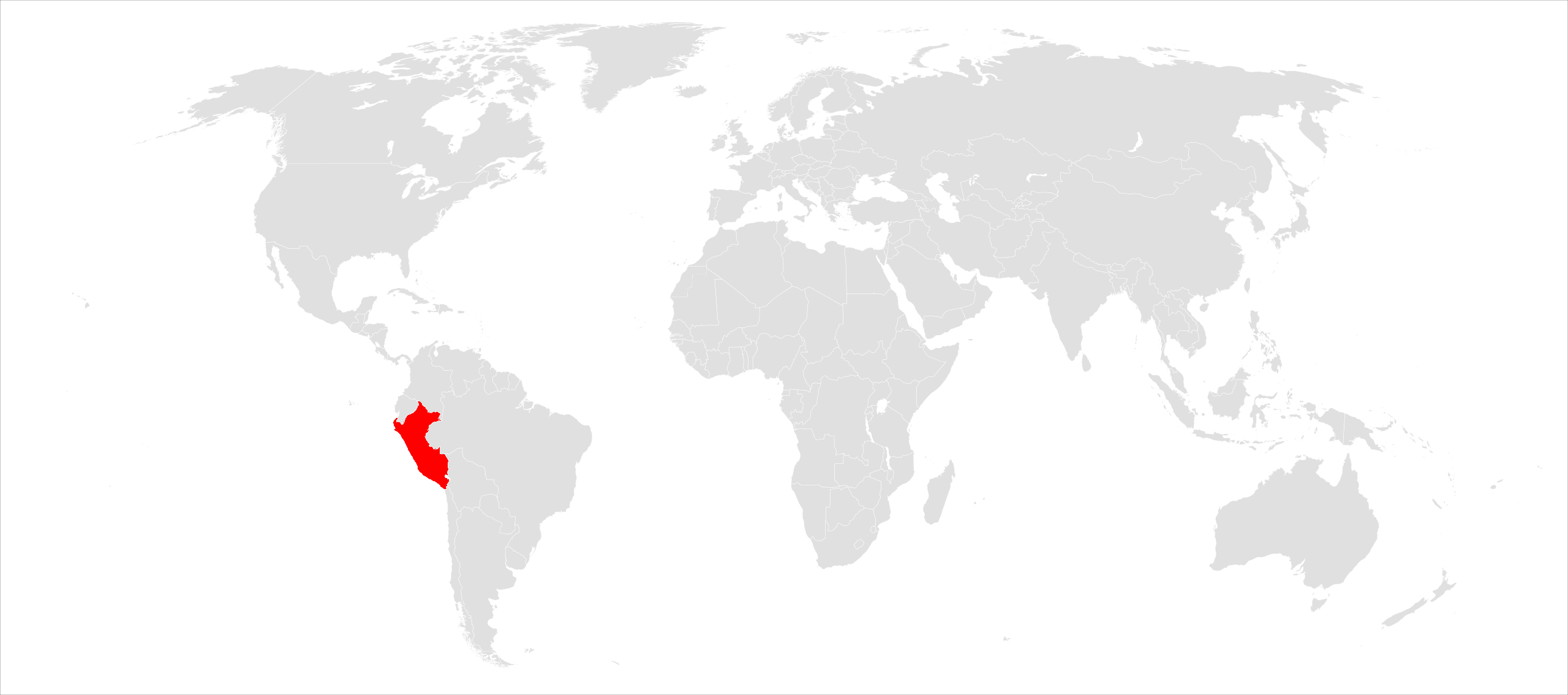
Levnadsområde

Malesherbia haemantha är en passionsblomsväxtart som beskrevs av Hermann August Theodor Harms. Malesherbia haemantha ingår i släktet Malesherbia och familjen passionsblomsväxter. Inga underarter finns listade i Catalogue of Life.